# Ряшки
Ря́шки (укр. Ряшки) — село в Прилукском районе Черниговской области Украины. Население — 241 человек. Занимает площадь 5,164 км².
Код КОАТУУ: 7424187901. Почтовый индекс: 17530. Телефонный код: +380 4637.

## География
Расстояние до Прилуки : (18 км.), до областного центра:Чернигов (124 км.), до столицы:Киев (147 км.). Ближайшие населенные пункты: Оникиевка 2 км, Смош 3 км, Однольков и Щуровка 4 км.

## Власть
Орган местного самоуправления — Ряшковский сельский совет. Почтовый адрес: 17530, Черниговская обл., Прилукский р-н, с. Ряшки, ул. Центральная, 41.